# Réginald Hamel
Pour les articles homonymes, voir Hamel.
Œuvres principales
- 1963 : Charles Gill, prosateur
- [s.d.] : Charles Gill, Poésies complètes : édition critique
- 1965 : Le Préromantisme au Canada français, 1744-1864
- 1966-1969 : Cahiers bibliographiques des lettres québécoises
- 1969 : La Correspondance de Charles Gill 1885-1918 ; réunie, classée et annotée d'après les originaux
- 1969 : La littérature et l'érotisme
- 1974 : L'école littéraire de Montréal : procès-verbaux et correspondance et autres documents inédits
- 1974 : Bibliographie sommaire sur l'histoire de l'écriture féminine au Canada, 1769-1961
- (s.d.) : Alexandre Dumas (père), bibliographie, chronologie et index des personnages
- 1976 : Gaëtane de Montreuil
- 1976 : Dictionnaire pratique des auteurs québécois
- 1977 : La Louisiane (créole), 1762-1900 : littéraire, politique et sociale
- 1981 : Répertoire pratique de littérature et de culture québécoises
- 1988 : Dumas… insolite
- 1989 : Dictionnaire des auteurs de langue française en Amérique du Nord
- 1990 : Dictionnaire Dumas : index analytique et critique des personnages et des situations dans l'œuvre du romancier
- 1996 : Louis-Moreau Gottschalk et son temps, 1829-1869
- 1996 : Charles Gill, œuvres poétiques complètes, édition critique
- 1997 : Panorama de la littérature québécoise contemporaine
- 2000 : Dictionnaire des poètes d'ici : de 1606 à nos jours
- 2000 : Charles Gill : Contes, chroniques, critiques, prose annotée
- 2000 : Charles Gill, peintre, 1871-1918
- 2004 : Les deux Faria / The two Farias
- 2005 : Dictionnaire Dumas : index analytique et critique des personnages et des situations dans l'œuvre du romancier (rev. et augm., avec Pierrette Méthé)
- 2006 : Alexandre Dumas, Les voleurs d'or, un drame en cinq actes
- 2007 : Sur les pas d'Alexandre Dumas : tour du monde à moto
- 2008 : Charles Gill, Nouvelle correspondance, réunie, classée et annotée d'après les originaux par Réginald Hamel et Pierrette Méthé (rééd. de l'ouvrage de 1969, largement augmentée d'inédits et de commentaires)

Réginald Hamel (né le 14 février 1931 à Frampton - mort le 30 octobre 2010 à Montréal) est un professeur québécois et historien de la littérature de langue française.
Professeur à l'Université de Montréal à partir de 1964, il fonde la même année le Centre de documentation sur la littérature canadienne-française,. Il a formé toute une génération d'enseignants et de littérateurs.

## Biographie

### Jeunesse et formation
Natif de Frampton, dans la Beauce québécoise, Réginald Hamel entre à l'école à l'âge de 4 ans, faisant ses études primaires et secondaires (1935-1943) au collège de Sainte-Marie de Beauce, puis son cours commercial au collège de Lévis (1943-1946).
Et, comme il « manifeste très tôt un esprit encyclopédique et une curiosité de touche-à-tout », il entreprend ensuite des études classiques (latin, grec ancien…) au collège Saint-Laurent (1946-1951), qu'il termine à l'Université d'Ottawa (1956) pour ensuite y obtenir sa maîtrise ès arts, en 1961, avec un mémoire portant sur l'œuvre du poète Charles Gill (1871-1918).
Entretemps, Réginald Hamel entre dans l'armée, comme officier d'artillerie. Il explore l'Arctique, les Territoires du Nord-Ouest, le Groenland, l'Alaska.
Il poursuit des études en anthropologie à l'Université du Michigan.
Doté d'une oreille absolue, il aurait aussi pu faire carrière comme musicien.
Finalement, Réginald Hamel obtient un doctorat en littérature, à l'Université de Montréal, en y soutenant une thèse (1971) sur Gaëtane de Montreuil (1867-1951), épouse de Gill et première femme journaliste au Québec.

### Fonctions
Anthropologue, archéologue, globe trotter, il devient, à Ottawa (Ontario), conseiller technique au Musée national du Canada (aujourd'hui, Musée canadien de l'histoire), puis conservateur du Musée historique des Archives nationales (1958).
Il enseigne à la Faculté des arts de l'Université d'Ottawa, en 1961. Il est secrétaire du ministre des Transports du Canada, à Ottawa, en 1962.
De 1964 à 1994, il est professeur à l'Université de Montréal, au Département d'études françaises.
Il fonde et dirige le Centre de documentation des lettres canadiennes-françaises (1964-1969). Il est aussi professeur ou conférencier invité dans plusieurs universités : Université du Maine, Université Lakehead (à Thunder Bay, en Ontario), Université de Birmingham, la Sorbonne, l'Université de Tel Aviv, et jusque même en Chine.
Il fonde et dirige les Cahiers bibliographiques des lettres québécoises (1966-1969).
Il maîtrise plusieurs langues. « Ses innombrables articles en français, anglais, hébreu, chinois, ses insatiables activités de bibliographe, d'historien de la littérature et d'essayiste  font de lui l'un des plus grands chercheurs actuels en littérature québécoise et francophone ».
À la télévision de Radio-Canada, il anime la chronique « L'Heure de pointe », en 1977. À la télévision universitaire de l'Université de Montréal, il est intervieweur à « Tour à tour », depuis 1986.

### Littérature de langue française
Hamel s'intéresse beaucoup à la littérature québécoise de la Révolution tranquille (Marcel Dubé, Gérard Bessette, Claire Martin, Marie-Claire Blais) et il en conserve plusieurs conférences littéraires.
Spécialiste de la Louisiane, il publie La Louisiane créole littéraire, politique et sociale en 1977 et 1984.
Il publie des ouvrages sur l'École littéraire de Montréal, et il est l'auteur du Dictionnaire des poètes d’ici de 1606 à nos jours avec Marc-Aimé Guérin. Il publie également dans plusieurs revues et périodiques littéraires. Il est l'auteur d'environ 72 ouvrages : anthologies, bibliographies, dictionnaires et éditions critiques.
« Reconnu comme l'un des 30 spécialistes mondiaux de l'œuvre d'Alexandre Dumas, M. Hamel a été personnellement convié par le président de la République française, Jacques Chirac, à assister au transfert des cendres de l'écrivain au Panthéon le 30 novembre 2002,. »
Retraité depuis 1994, malade depuis au moins 2008, Réginald Hamel meurt à Montréal, à l'âge de 79 ans, le 30 octobre 2010,,.
Gaëtan Dostie, pour souligner l'unité, le gigantisme, l'importance et l'unicité de l'œuvre, de la carrière et de la vie de son infatigable et singulier ami, à la formation et aux goûts et passions pas toujours orthodoxes, d'allure hétéroclites, présente Réginald Hamel, dont la « passion démesurée pour le Québec à naître est à la mesure du travailleur gargantuesque qu'il fut », comme un « motard littéraire, archéologue des archives, amateur de sensations fortes ».

### Ouvrages collectifs
- 1966 : Réginald Hamel… avec la collaboration de Jeanne Benoist et de Madeleine Corbeil, Bibliographie des lettres canadiennes-françaises 1965, [Montréal] : Les Presses de l'Université de Montréal, 1966, 111 p. ;
- 1976 : Réginald Hamel, John Hare et Paul Wyczynski, Dictionnaire pratique des auteurs québécois, Montréal : Fides, 1976, xxv, 723 p.
- (s.d.) : Index analytique des personnages et des situations dans l'œuvre d'Alexandre Dumas (père)
- 1981 : Émile Bessette, Réginald Hamel, Laurent Mailhot, Répertoire pratique de littérature et de culture québécoises, Montréal : [s.n.], 1981, 63 p.
- 1982 : Émile Bessette, Réginald Hamel, Laurent Mailhot, Répertoire pratique de littérature et de culture québécoises, Montréal : Fédération internationale des professeurs de français, 1982, 63 p. ;
- 1989 : Dictionnaire Dumas
- 1989 : Réginald Hamel, John Hare et Paul Wyczynski, Dictionnaire des auteurs de langue française en Amérique du Nord, [Montréal] : Éditions Fides, cop. 1989, xxvi, 1364 p.  (ISBN 2-7621-1475-6 et 978-2-7621-1475-1)[12]
- 1990 : Réginald Hamel et Pierrette Méthé, Dictionnaire Dumas : index analytique et critique des personnages et des situations dans l'œuvre du romancier [analyse de 650 œuvres de Dumas père, comportant 37 267 personnages], Montréal : Guérin littérature, cop. 1990, lx, 979 p.  (ISBN 2-7601-2364-2)[13]
- 1997 : Réginald Hamel, dir., Bernard Andrès et al., Panorama de la littérature québécoise contemporaine, Montréal, Guérin, cop. 1997, ix, 822 p.
- 2000 : Marc-Aimé Guérin, Réginald Hamel, Dictionnaire des poètes d'ici : de 1606 à nos jours, Montréal : Guérin, 2000, réimpression 2001, xiv, 1057 p.  (ISBN 2-7601-5692-3)
- 2004 : Réginald Hamel et Pierrette Méthé Dictionnaire Dumas du bicentenaire : index analytique et critique des personnages et des situations dans l'œuvre du romancier. Supplément de mise à jour, Montréal : Guérin littérature, impression 2004, lxix, 169 p.
- 2005 : Réginald Hamel et Pierrette Méthé Dictionnaire Dumas, Montréal : Guérin, 2005 (20 septembre 2005), 979 p.  (ISBN 2-7601-2364-2 et 978-2-7601-2364-9)
- 2005 : Marc-Aimé Guérin, Réginald Hamel, Dictionnaire Guérin des poètes d'ici : de 1606 à nos jours, Guérin, impression 2005 (2e éd. rev., corr. et augm.), xiv, 1359 p.  (ISBN 978-2-7601-5692-0)
- 2005 : Une écriture prolétarienne de droite ; traduction chinoise, Yan Nan-de, Montréal [etc.] : Maxime, cop. 2005, 72 p.
- 2008 : Charles Gill, Nouvelle correspondance ; réunie, classée et annotée d'après les originaux par Hamel et Méthé, Montréal, Guérin, impression en 2008 [édition, largement augmentée d'inédits et de savants commentaires, de l'ouvrage de Réginald Hamel, il y a presque 40 ans, en 1969], 444 p.[9]

### Périodiques auxquels Réginald Hamel a contribué
- Cahiers bibliographiques des lettres québécoises
- Choix
- Recherche et littérature canadienne-française
- Revue d'histoire littéraire de la France
- Magazine littéraire
- Le Québec littéraire

### Concernant son fonds
- 1984 : Michel Prévost, Répertoire analytique du fonds sonore Reginald Hamel, 1962-1969, Ottawa : Centre de recherche en civilisation canadienne-française, 1984, xi, 123 p. ; 28 cm

## Honneurs
- Collection Réginald-Hamel, à l'Université d'Ottawa
- 2000 : Membre de l'Ordre des francophones d'Amérique, par le Conseil de la langue française, du Québec[8]
- 2002 : Officier de l'Ordre des palmes académiques, par la République française[7]